# Sabrina Paradies
Sabrina Paradies (* 17. Oktober 1977 in Wardenburg, Niedersachsen) ist ein ehemaliges deutsches Fotomodell. 
Die Hobby-Kunstturnerin aus Wardenburg wurde 1996 Miss Norddeutschland und Anfang 1997 im Berliner Friedrichstadtpalast zur Miss Germany gewählt. Nach der Wahl zur Miss Germany entschied sie sich, eine begonnene Berufsausbildung zur Bankkauffrau für ein Jahr zu unterbrechen. Nach ihrem Amtsjahr als Miss Germany brach sie die Ausbildung ab und begann eine Laufbahn im Eventmanagement.
Bei der Wahl zur Queen of the World am 4. Oktober 1997 in Baden-Baden belegte sie Platz 3.

## Filmografie
- Sie hatte einen Fernsehauftritt im WDR Fernsehen in der Talkshow Böttinger mit Bettina Böttinger am 4. April 1997 zum Thema „Schönheitskönigin“, zusammen mit Petra Schürmann.
- 1998: Sauna-Report Deutschland – Die nackte Lust am Schwitzen (auch: Exklusiv – Die Reportage: Sauna-Report Deutschland – Die nackte Lust am Schwitzen) (Fernsehen)